# Barkaj
Barkaj (hebr. ברקאי; pol. Gwiazda Poranna lub Jutrzenka) – kibuc położony w Samorządzie Regionu Menasze, w dystrykcie Hajfa, w Izraelu. Członek Ruchu Kibucowego (Ha-Tenu’a ha-Kibbucit).

## Położenie
Kibuc Barkaj leży na południe od masywu górskiego Karmel, w otoczeniu miasteczek Pardes Channa-Karkur i Kafr Kara, kibuców Ma’anit i En Szemer, moszawu En Iron, oraz wiosek Charisz i Umm al-Kutuf. Na południe od kibucu znajduje się ściśle tajne więzienie wojskowe „Camp 1391”.

## Historia
Kibuc został założony 10 maja 1949 roku przez żydowskich imigrantów z Rumunii i Polski.

## Edukacja i kultura
W kibucu jest szkoła podstawowa Kszatot. Jest tu ośrodek kultury, basen pływacki oraz boisko do piłki nożnej. Trenuje tutaj drużyna piłkarska Maccabi Tel Awiw Barkaj.

## Gospodarka
Gospodarka kibucu opiera się na intensywnym rolnictwie (m.in. awokado) i hodowli mlecznych krów oraz drobiu. Zakłady Polyon Barkai produkują między innymi izolatory energetyczne.

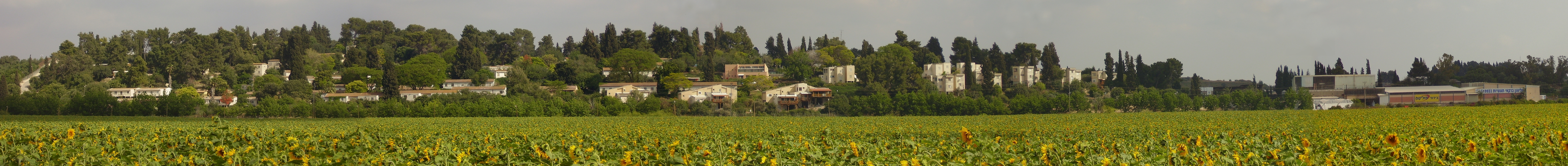
Panorama kibucu Barkaj

## Transport
Na wschód od kibucu przebiega autostrada nr 6, brak jednak możliwości bezpośredniego wjazdu na nią. Z kibucu wyjeżdża się na zachód na drogę nr 574, którą jadąc na południe dojeżdża się do kibucu Ma’anit, lub jadąc na północ dojeżdża się do drogi ekspresowej nr 65. Drogą nr 6353 dojeżdża się do położonych na wschodzie wiosek Charisz i Umm al-Kutuf.